# Friedrich Düßmann
Friedrich Johann Düßmann (* 31. Januar 1907 in Bremen; † 4. August 1974 in Bremen) war ein Arbeitsdirektor, Bremer Politiker (SPD) und  Mitglied der Bremischen Bürgerschaft.

## Biografie
Friedrich Düßmann wurde am 31. Januar 1907 als Sohn des Arbeiters Friedrich Düßmann (1876–1948) und seiner Ehefrau Caroline Adelheid geb. Seidel (1875–1918) in Bremen geboren.

### Ausbildung und Beruf
Düßmann war ab 1946 als Gewerkschaftssekretär und ab 1953 Erster Bevollmächtigter bei der Industriegewerkschaft Metall (IGM) in Bremen tätig. In den 1960er Jahren wirkte er als Arbeitsdirektor bei den Klöckner-Werken (heute: ArcelorMittal Bremen) und wurde durch die Streiks der Metallarbeiter 1969 bekannt.

### Politik
Düßmann war Mitglied der SPD. Nach 1933 war er aus politischen Gruenden inhaftiert. 
Von 1946 bis 1959 und von 1963 bis 1971 war er 21 Jahre lang Mitglied der Bremischen Bürgerschaft und in verschiedene Deputationen und Ausschüssen der Bürgerschaft tätig. Von 1946 bis 1959 war er Schriftführer im Bürgerschaftsvorstand.
Düßmann war seit dem 29. September 1933 mit Gretchen geb. Huntemann (1912–1997) verheiratet. Die Eheschließung fand in Bremen statt. Friedrich Düßmann starb am 4. August 1974 um 10:10 Uhr in der Klinik für Lungenkrankheiten Holdheim in Bremen im Alter von 67 Jahren. Er wohnte zuletzt in der Barbarossastraße 27 in Bremen.